# Păunești
Păuneşti é uma comuna romena localizada no distrito de Vrancea, na região de Moldávia. A comuna possui uma área de 73.66 km² e sua população era de 6808 habitantes segundo o censo de 2007.